# Farnborough (Berkshire)
Farnborough est une paroisse civile et un village du Berkshire, en Angleterre.